# Derawar

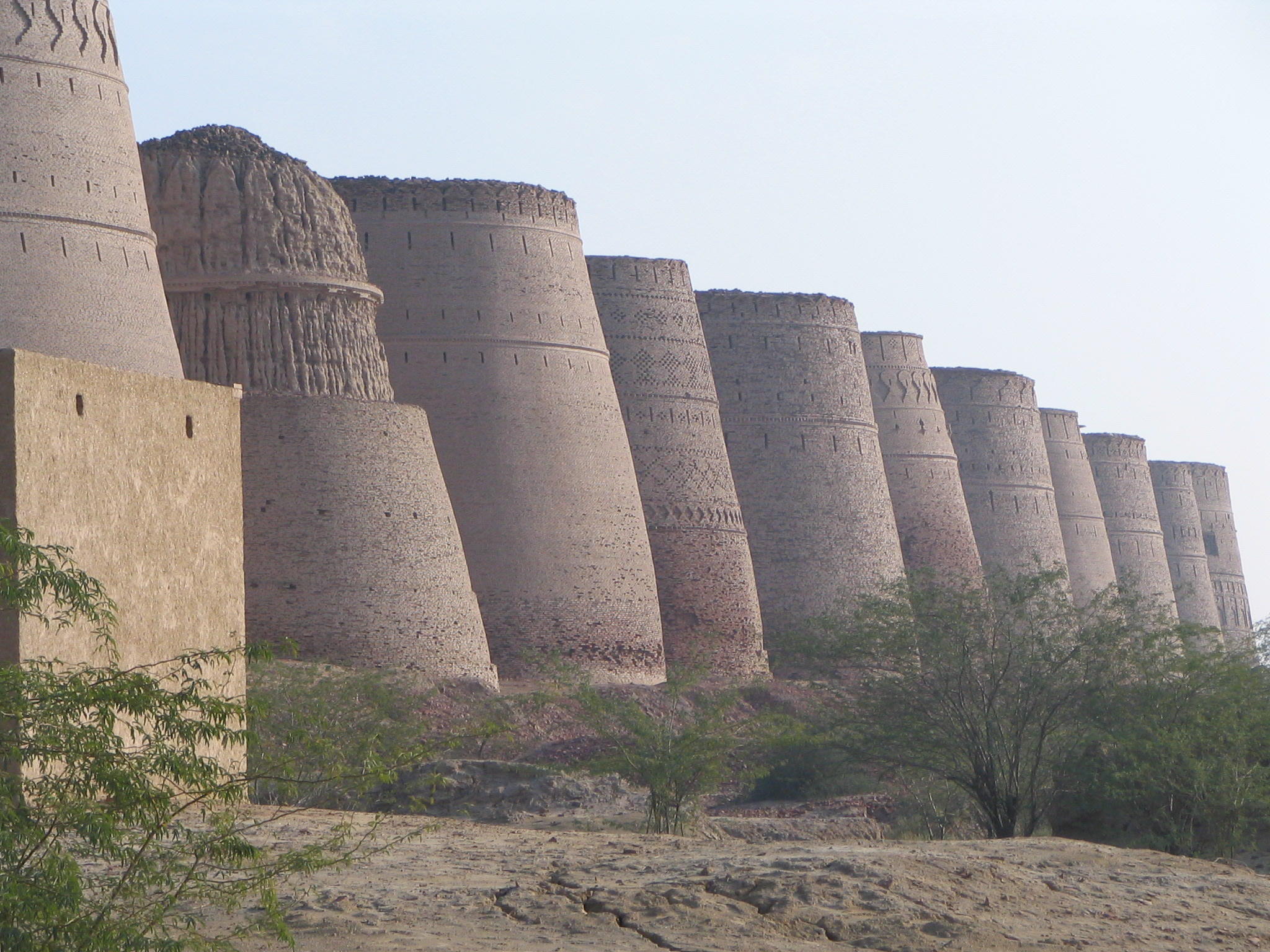
Derawar

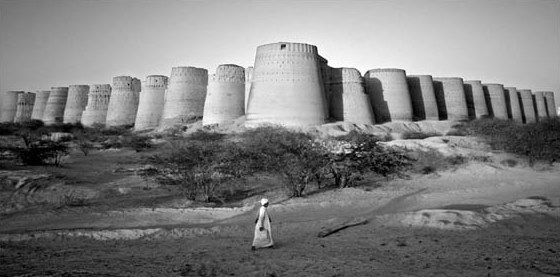
Derawar, 2006

Derawar és una gran fortalesa de Pakistan, prop de Bahawalpur. Els quaranta bastions de la fortalesa es poden veure a molts quilòmetres al desert de Cholistan; la muralla té una circumferència de 1.500 i uns 20 metres d'altura.
Hauria estat construïda per Rai Jajja Bhutta, la germana del qual es va casar amb Deo Raj, maharaja de Jaisalmer a la família reial del qual va pertànyer fins que fou conquerida i reconstruïda pels daudpotres el 1733, que van fundar l'estat de Derawar. El 1748 el nawab Muhammad Bahawal Khan I Abbasi va fundar Bahawalpur prop de Derawar quer va donar nom a l'estat. La fortalesa inclou una mesquita seguint el model del Fort Roig de Delhi, i una necròpolis de la casa reial.